# Chlorophorus acrocarpi
Chlorophorus acrocarpi är en skalbaggsart som beskrevs av Gardner 1942. Chlorophorus acrocarpi ingår i släktet Chlorophorus och familjen långhorningar.
Artens utbredningsområde är Nepal. Inga underarter finns listade i Catalogue of Life.